# Discorso sulla dignità dell'uomo
Il Discorso sulla dignità dell'uomo (Oratio de hominis dignitate) è un'orazione scritta nel 1486 da Giovanni Pico della Mirandola, il celebre umanista italiano del Quattrocento, studioso di greco, latino, ebraico, siriaco, arabo nelle maggiori università d'Italia e Francia. Tale discorso dimostra la potenza dell'intelletto con cui l'essere umano si colloca al centro dell'Universo, definendosi un Dio plasmatore e creatore: è ritenuto il "Manifesto" del Rinascimento italiano.

## Genesi dell'opera
L'orazione fu scritta da Pico in preparazione di una disputa, una sorta di grande convegno internazionale a cui dovevano partecipare tutti i grandi sapienti dell'epoca, sul tema della pax philosophica, da tenersi in Roma nel 1487. Pico redige per l'occasione 900 tesi, da sottoporre alla discussione dei partecipanti, stampate una prima volta nel dicembre del 1486 nella stessa Roma. La disputa fu sospesa nel gennaio del 1487 per volontà del pontefice Innocenzo VIII, che volle istituire una commissione di esperti incaricata di esaminare le 900 tesi e vagliarne l'ortodossia dottrinale. La commissione giudicò eretiche tre tesi, gettando un'ombra pesante sull'intero impianto dell'iniziativa di Pico e bloccando di fatto il progetto. Pico fu costretto a riparare in Francia, ma nonostante questo venne arrestato e imprigionato nella fortezza di Vincennes, a Parigi, su richiesta del Pontefice.
La cosiddetta Oratio de hominis dignitate costituiva la prolusione al convegno. Era pensata come discorso introduttivo. Fu stampata una prima volta dal nipote di Pico, Giovanni Francesco Pico della Mirandola, a Bologna, con un titolo meramente indicativo, Oratio quaedam elegantissima. Il titolo con il quale è nota e con il quale è stata tramandata venne aggiunto nelle prime edizioni a stampa del Cinquecento. 

## Contenuto
(Giovanni Pico della Mirandola, Oratio de hominis dignitate)
Il Discorso elogia grandemente le qualità intellettive e deduttive dell'essere umano. L'intelligenza infatti secondo Pico è sinonimo di libertà e capacità di formulare concetti in grado di condizionare nella buona e nella cattiva sorte il suo futuro. Ed è proprio per questa suprema capacità che l'uomo si distingue dagli altri esseri viventi come le piante o gli animali. Quella di Pico della Mirandola è una vera e propria esortazione affinché l'essere umano diventi superiore agli altri esseri e primeggi nella conoscenza e nella sapienza, avvalendosi dello studio e della filosofia come opportunità di miglioramento (identificata in questo caso col neoplatonismo agostiniano e non più con l'aristotelismo); solo così l'uomo e la conoscenza saranno un tutt'uno, facendolo salire ad un grado così elevato da eguagliare quello di Dio e degli angeli.

### L'origine dell'uomo rispetto alla gerarchia dell'Essere
Formulando un mito personale, Pico della Mirandola immagina Dio intento a creare il Cosmo con le piante, gli animali e ogni genere di creatura vivente che conosciamo, traendo spunto dalle Sacre Scritture. Successivamente il Creatore, dato che la Catena dell'Essere (o dell'Esistenza) era stata colmata dagli angeli che, salendo di grado in grado, per le loro qualità si congiungevano a lui, diede origine alla razza umana. Questa, avvalendosi delle sue capacità intellettive, sarebbe stata artefice del proprio destino in due modi diversi: o scegliendo di salire la Catena mediante lo studio e la filosofia, oppure rivolgendosi alle cose inutili, divenendo così un vegetale ignorante.
Su questa possibilità di scelta si basa il concetto di «dignità umana», ovvero la qualità suprema che solo l'uomo ha ricevuto da Dio; egli può coltivarla e farla crescere avvalendosi solo della conoscenza della filosofia. Tuttavia, ammette Pico, il cammino si prospetta difficile e arduo perché nei secoli vi sono state numerose filosofie, tutte diverse perché appunto concepite dalla multiformità del cervello umano. Solo basandosi su una vera filosofia, nata dall'unione di alcune di queste dottrine, considerate buone e istruttive dall'animo, sarà consentito all'individuo di ascendere alla Catena verso Dio. Tale concezione incarna il motto del concetto di libertà espresso da Pico della Mirandola, «homo faber ipsius fortunae»: l'uomo è sovrano e artefice del proprio destino.

## Edizioni
- De hominis dignitate, Heptaplus, De ente et uno e scritti vari, a cura di Eugenio Garin, Firenze, Vallecchi, 1942. - poi in E. Garin, La cultura filosofica del Rinascimento italiano, Firenze, Sansoni, 1979.
- De hominis dignitate. Lettera a Ermolao Barbaro, tr. it.  e cura di G. Semprini, Atanòr, Roma1986.
- Dignità dell'uomo (De Hominis Dignitate), testo, trad. e note di Bruno Cicognani, Collezione Biblioteca della Rinascita, Firenze, Le Monnier, 1942, II ed. 1943.
- Della dignità dell'uomo, traduzione di G. Semprini, Genova, Il Basilisco, 1985,  p. 43.
- Discorso sulla dignità dell'uomo, Testo latino a fronte, a cura di Giuseppe Tognon. Prefazione di Eugenio Garin, Brescia, Editrice La Scuola, 1987.
- Oratio De hominis dignitate, a cura di Eugenio Garin, Pordenone, Edizioni Studio Tesi, 1994, ISBN 88-7692-403-5. - Introduzione di Michele Ciliberto, Pisa, Scuola Normale Superiore, 2012, ISBN 978-88-764-2182-2.
- De Hominis Dignitate. La dignità dell'uomo, traduzione di Carlo Carena, Prefazioni di C. Carena e Vittore Branca, con la Vita del filosofo scritta dal nipote Giovanni Francesco II Pico della Mirandola[2], Biblioteca dell'utopia, Milano, Berlusconi Editore, 1994, II ed. 1995,  p. 221, ISBN 978-88-044-0449-1.
- Della dignità dell'uomo, traduzione di Patrizia Moradei, Introduzione di Salvatore Puledda, Collana I libri dei diritti umani, Torino, Multimage, 2000, ISBN 88-86-762-25-9.
- Discorso sulla dignità dell'uomo, a cura di Francesco Bausi, Collezione Biblioteca di Scrittori Italiani, Milano, Guanda, 2003,  pp. LXIX-214, ISBN 978-88-824-6455-4.
- La dignità dell'uomo, A cura di Raphael Ebgi, traduzione di Francesco Padovani. Testo latino a fronte, Collana NUE. Nuova serie, Torino, Einaudi, 2021,  pp. L-134, ISBN 978-88-062-4354-8.